# نظريات المؤامرة حول جنسية باراك أوباما

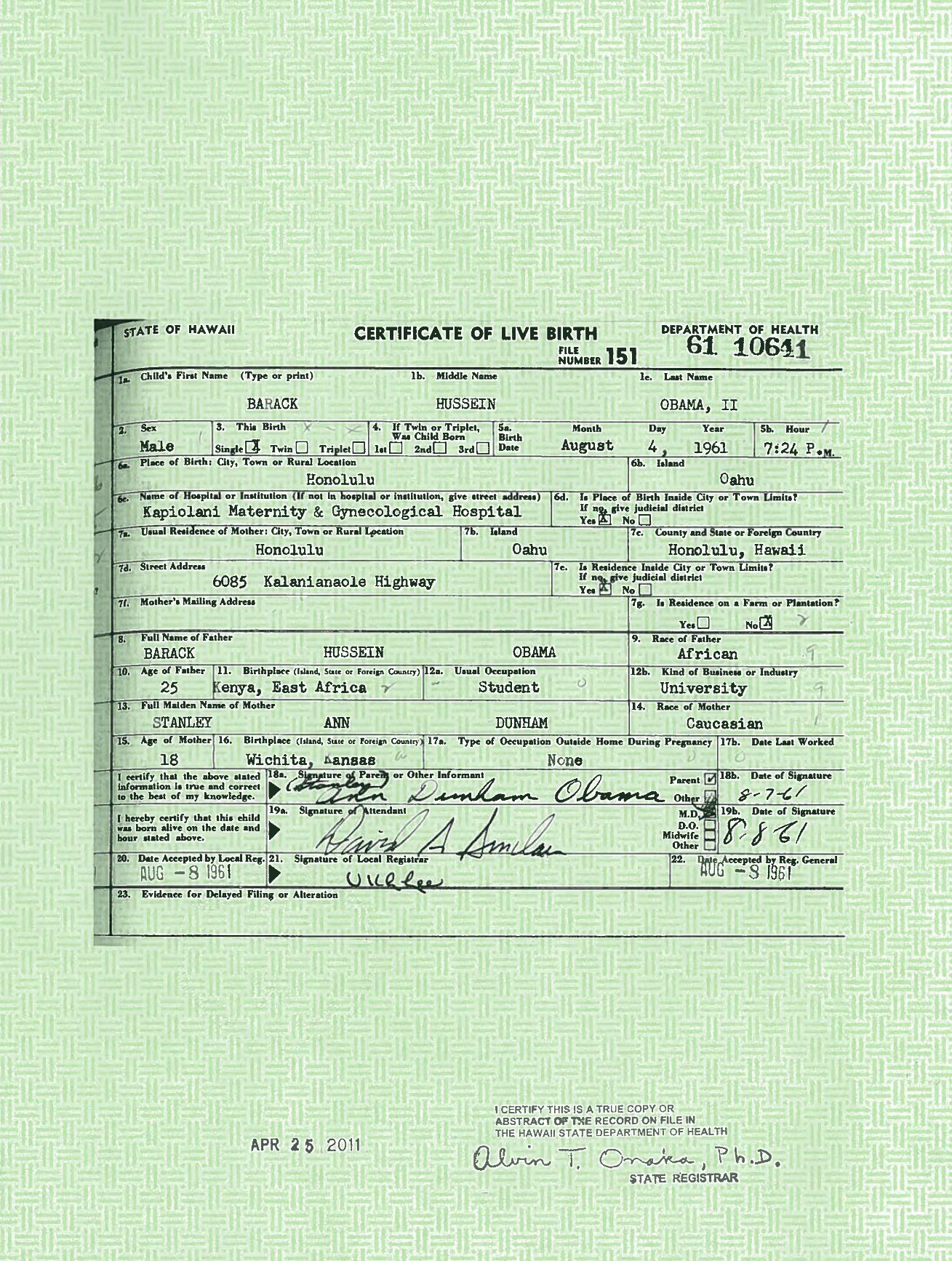
ردًا على نظريات المؤامرة المشككة في جنسية رئيس الولايات المتحدة الخامس والأربعون باراك أوباما، نشر البيت الأبيض على موقعه الرسمي بتاريخ 27 أبريل عام 2011 نسخًا من شهادة ولادة الرئيس، لتأكيد كونه من مواليد هونولولو، هاواي يوم 4 أغسطس سنة 1961.

خلال حملة باراك أوباما الرئاسية في عام 2008، وطوال فترة رئاسته، وبعدها، «كانت هناك تغطية إخبارية واسعة النطاق لتفضيل أوباما الديني، ومسقط رأسه، وللأفراد الذين يشككون في كل من ديانته المسيحية وجنسيته – وعُرفت هذه الجهود لاحقًا باسم حركة «بيرثر» أو حركة بلد الولادة»؛ الاسم الذي انتشر على نطاق واسع في وسائط الإعلام. أكدت الحركة زورًا أن أوباما غير مؤهل ليكون رئيس الولايات المتحدة لأنه لم يكن مواطنًا أمريكيًا مولودًا في الولايات المتحدة كما هو مطلوب بموجب المادة الثانية من الدستور.
زعمت النظريات أن شهادة ميلاد أوباما المنشورة كانت مزورة - وأن مسقط رأسه الفعلي لم يكن هاواي بل كينيا. زعمت نظريات أخرى أن أوباما أصبح مواطنًا إندونيسيًا في طفولته، وهذا بالتالي يفقده جنسيته الأمريكية. ادعى آخرون أن أوباما لم يكن مواطنًا أمريكي الأصل بشكل طبيعي لأنه وُلد مع جنسيتين (بريطانية وأمريكية). وصف عدد من المعلقين السياسيين هذه الادعاءات المختلفة بأنها رد فعل عنصري على مركز أوباما كأول رئيس أمريكي من أصول أفريقية للولايات المتحدة.
عمل منظّرون هامشيون على ترويج هذه الادعاءات، وكان أبرزهم دونالد ترامب، الذي خلف أوباما لاحقًا كرئيس. سعى بعض المنظرين إلى إصدار أحكام قضائية لإعلان عدم أهلية أوباما لتولي منصبه، أو لمنح الوصول إلى وثائق مختلفة والتي زعموا أنها ستدعم حجة عدم الأهلية؛ ولكن لم ينجح أي من هذه الجهود. عبّر بعض المعارضين السياسيين، وخاصة في الحزب الجمهوري، عن شكوكهم بشأن جنسية أوباما أو لم يكونوا راغبين في الاعتراف بها؛ اقترح البعض وضع تشريعات تتطلب من المرشحين للرئاسة تقديم دليل على أهليتهم.
استمرت النظريات على الرغم من إصدار أوباما شهادة ميلاده الرسمية في هاواي قبل الانتخابات في عام 2008، ونشْر تأكيد وزارة الصحة في هاواي بناءً على الوثائق الأصلية، ثم إصداره في أبريل 2011 نسخة مصدقة من شهادة ولادته الأصلية (أو شهادة ميلاد مطوّلة الصيغة)، وإعلانات ولادة معاصرة منشورة في صحف هاواي. أشارت استطلاعات الرأي التي أجريت في عام 2010 (قبل إصدار أبريل 2011) إلى أن 25% على الأقل من الأمريكيين البالغين قالوا إنهم يشكون في ولادة أوباما في الولايات المتحدة، ووجد استطلاع غالوب في مايو 2011 أن النسبة انخفضت إلى 13% من البالغين الأمريكيين (23% من الجمهوريين). يُعزى هذا الانخفاض إلى إطلاق أوباما لشهادة ميلاده مُطوّلة الصيغة في أبريل 2011.

## خلفية

### بداية حياة باراك أوباما
غالبًا ما يُطلق –بشكل غير رسمي– على الأشخاص الذين يعربون عن شكوكهم حول أهلية أوباما أو يرفضون قبول التفاصيل الخاصة ببداية حياته اسم «بيرثرز» أي المشككون ببلد ولادة أوباما، وهو مصطلح يقابل لقب «تروثرز» (أنصار حركة الحقيقة) الذي يُطلق على معتنقي نظريات المؤامرة حول أحداث 11 سبتمبر. رفض منظّرو المؤامرة هؤلاء بعضًا من الحقائق التالية على الأقل عن حياة أوباما المبكرة:
وُلد باراك أوباما في 4 أغسطس 1961، في مستشفى كابيولاني للتوليد والأمراض النسائية (الذي يسمى الآن مركز كابيولاني الطبي للنساء والأطفال) في هونولولو في هاواي. والدته هي آن دونهام، من ويتشيتا، كانساس، ووالده هو باراك أوباما الأب، وهو من قبيلة لوو من نيانغوما كوجيلو في محافظة نيانزا (في كينيا التي كانت تُسمى حينها مستعمرة ومحمية كينيا)، وكان الأب ملتحقًا بجامعة هاواي. نُشرت إشعارات ميلاد باراك أوباما في صحيفة إعلان هونولولو اليومية في 13 أغسطس، وفي نشرة نجمة هونولولو في 14 أغسطس 1961. يوضح ملف هجرة والد أوباما بوضوح أن باراك أوباما قد وُلد في هاواي. تذكر أحد معلميه في المدرسة الثانوية، والذي كان على معرفة بوالدته في ذلك الوقت، أنه سمع عن يوم ولادته.
تطُلق والدا أوباما في عام 1964. التحق بحضانة الأطفال في عامي 1967-1966 في مدرسة نولاني الابتدائية في هونولولو. في عام 1967، تزوجت والدته الطالب الإندونيسي لولو سويتورو، الذي كان طالبًا في جامعة هاواي أيضًا، وانتقلت العائلة إلى جاكرتا في إندونيسيا، حيث التحق أوباما بمدرسة سانت فرانسيس الأسيزي الكاثوليكية قبل انتقاله إلى مدرسة منتنغ الابتدائية الحكومية، وهي مدرسة عامة إندونيسية للنخبة في منتنغ. عندما كان طفلًا في إندونيسيا، كان يُطلق على أوباما اسم «باري»، وأحيانًا باري سويتورو، على اسم عائلة زوج والدته، وأحيانًا باري أوباما، باستخدام اسم عائلة والده الأصلي. عندما كان عمره عشر سنوات، عاد أوباما إلى هونولولو ليعيش مع جدّيه (والدَي أمه)، مادلين وستانلي دونهام، وأقام بشكل مستمر في الولايات المتحدة منذ عام 1971.